# 绒毛杜鹃
绒毛杜鹃（学名：Rhododendron pachytrichum）为杜鹃花科杜鹃花属下的一个种。

## 扩展阅读
維基物種上的相關：绒毛杜鹃